# 慈谿市
慈谿市（じけい/ツーシーし、簡体字: 慈溪、拼音: Cíxī）は、中華人民共和国浙江省に位置する省直轄の県級市であり、しばらく寧波市に代理管轄されている。

## 歴史
春秋時代は越に属した。唐の開元26年（738年）に慈谿県が設置された。1988年に県級市になった。

## 経済
電器工業が発達している。
観光地として、元の中心地である慈城＝慈湖（現在寧波市江北区に転属）に、科挙博物館や孔子廟を整備し公開している。寧波市からバスで1時間の距離に位置する。

## 物産
鉱物資源として鉄、銅、非金属資源として石墨、石英、天然ガス、泥炭等が採れる。郷土の特産品として楊梅、麦門冬、絲瓜絡、古窑浦水蜜桃、鳴鶴雷竹笋、周巷醤油、天元牌黄酒、竜山黄泥螺、三北豆酥糖、砂蟹、天元古旧家具等がある。
慈谿絲瓜絡及び加工品、慈谿楊梅は地理標誌産品に認定されている。

## 行政区画
- 街道：宗漢街道、坎墩街道、滸山街道、白沙路街道、古塘街道
- 鎮：掌起鎮、観海衛鎮、附海鎮、橋頭鎮、匡堰鎮、逍林鎮、新浦鎮、勝山鎮、横河鎮、崇寿鎮、庵東鎮、長河鎮、周巷鎮、竜山鎮

## 出身者
- 厳信厚
- 李思浩
- 陳布雷
- 韓正